# Matrice a blocchi
Una matrice a blocchi, o matrice partizionata a blocchi, è una matrice scritta in modo da raggrupparne gli elementi in blocchi rettangolari, ovvero descritta tramite sottomatrici della matrice stessa.
Questa riscrittura può consentire di descrivere meglio la matrice (come nella forma canonica di Jordan) e la sua azione (su una somma diretta di spazi vettoriali), o di effettuare più agevolmente i calcoli con particolari matrici (come in applicazioni dell'elettronica, per chip in tecnologia VLSI).
Una matrice è partizionata in blocchi anche se si compone di un unico blocco, o solo di blocchi che contengono un solo elemento.

## Esempio
Un esempio di partizione è
{\displaystyle A={\begin{pmatrix}1&2&3&2\\1&2&7&5\\4&9&2&6\\6&1&5&8\end{pmatrix}}={\begin{pmatrix}{\begin{smallmatrix}1&2\\1&2\end{smallmatrix}}&{\begin{smallmatrix}3&2\\7&5\end{smallmatrix}}\\\\{\begin{smallmatrix}4&9\\6&1\end{smallmatrix}}&{\begin{smallmatrix}2&6\\5&8\end{smallmatrix}}\end{pmatrix}}={\begin{pmatrix}A_{11}&A_{12}\\A_{21}&A_{22}\end{pmatrix}}},
con
{\displaystyle A_{11}={\begin{pmatrix}1&2\\1&2\end{pmatrix}},\ A_{12}={\begin{pmatrix}3&2\\7&5\end{pmatrix}},\ A_{21}={\begin{pmatrix}4&9\\6&1\end{pmatrix}},\ A_{22}={\begin{pmatrix}2&6\\5&8\end{pmatrix}}}.

## Proprietà
Il prodotto tra matrici può essere effettuato anche tra matrici scomposte a blocchi, purché questi siano delle dimensioni opportune, applicando la stessa regola riga-colonna del prodotto usuale con il prodotto (non commutativo) dei blocchi.
Ad esempio 
{\displaystyle {\begin{pmatrix}A_{11}&A_{12}\\A_{21}&A_{22}\end{pmatrix}}{\begin{pmatrix}B_{11}&B_{12}\\B_{21}&B_{22}\\\end{pmatrix}}={\begin{pmatrix}A_{11}B_{11}+A_{12}B_{21}&&A_{11}B_{12}+A_{12}B_{22}\\\\A_{21}B_{11}+A_{22}B_{21}&&A_{21}B_{12}+A_{22}B_{22}\end{pmatrix}}}

## Matrice triangolare a blocchi
Una matrice triangolare a blocchi è una matrice quadrata che ha blocchi quadrati sulla diagonale e i cui blocchi sotto (o sopra) la diagonale principale contengono solo zeri:
{\displaystyle A={\begin{pmatrix}A_{11}&A_{12}&\cdots &A_{1n}\\0&A_{22}&\cdots &A_{2n}\\\vdots &\vdots &\ddots &\vdots \\0&0&\cdots &A_{nn}\end{pmatrix}}}
Esempi di matrici triangolari a blocchi sono forniti dalle matrice riducibili, che posseggono sottospazi stabili per la trasformazione lineare.
Per le matrici triangolari a blocchi valgono le relazioni:
{\displaystyle \det(A)=\prod _{i=1}^{n}\det(A_{ii})}
{\displaystyle \operatorname {tr} (A)=\sum _{i=1}^{n}\operatorname {tr} (A_{ii})}

## Matrice diagonale a blocchi
Un caso particolare di matrice triangolare a blocchi è la matrice diagonale a blocchi, una matrice quadrata che ha blocchi quadrati sulla diagonale e i cui altri blocchi contengono solo zeri:
{\displaystyle A={\begin{pmatrix}A_{11}&0&\cdots &0\\0&A_{22}&\cdots &0\\\vdots &\vdots &\ddots &\vdots \\0&0&\cdots &A_{nn}\end{pmatrix}}}
Viene solitamente indicata come somma diretta {\displaystyle A=A_{1}\oplus A_{2}\oplus \ldots \oplus A_{n}}, per indicare la sua azione sulla somma diretta {\displaystyle V=V_{1}\oplus V_{2}\oplus \ldots \oplus V_{n}}, dove ogni sottomatrice Ai=Aii agisce sul sottospazio Vi.
Talvolta viene anche indicata, come per le comuni matrici diagonali, con l'espressione diag(A1, A2, ..., An).